# Sione Teisina Fuko
Sione Teisina Fuko é uma política tonganesa, membro do Parlamento de Tonga pela ilha de Ha'apai.